# 二葉由紀子・羽田たか志
二葉 由紀子・羽田 たか志（ふたば ゆきこ・はねだ たかし）は、漫才（夫婦漫才）コンビ。所属事務所は吉本興業大阪（1972年 - ）。関西芸能親和会所属。羽田たか志は同協会会長。

## メンバー
- 二葉 由紀子 （ふたば ゆきこ、1941年1月19日[1][2] - 2017年4月14日[2]）

立ち位置は向かって右。和装。
山口県玖珂郡由宇町（現：岩国市）出身。本名：一色 由紀子。祖父が九州一帯で芝居一座をやっていた。4歳のとき、同一座で初舞台を踏んだ。
- 羽田 たか志（はねだ たかし、1942年1月3日[1] - ）

立ち位置は向かって左。洋装でアコーディオンを持つ。
兵庫県神戸市出身。本名：一色 敬。22歳の時に京都新京極の富貴で別の相方とコンビを組み、初舞台を踏む。

## コンビ略歴・芸風
たか志が由紀子の一座に入り、のちに夫婦となり、1968年12月にコンビを結成。やがて、人生幸朗の紹介で吉本の劇場に上がるようになる。
結成当初は歌謡を題材にした音曲漫才をやっていたが、のちにしゃべくりの比率を高めた。

### 弟子
- ショウショウ - メンバーの羽田昇司は実の子。
- 石野桜子